# Vuelo 63 de American Airlines
El 22 de diciembre de 2001, se produjo un intento fallido de bomba con zapatos a bordo del vuelo 63 de American Airlines. La aeronave, un Boeing 767-300ER (matrícula N384AA) con 197 pasajeros y tripulantes a bordo, volaba desde el Aeropuerto Charles de Gaulle en París, Francia, para el Aeropuerto Internacional de Miami en el estado estadounidense de Florida.
El perpetrador, Richard Reid, fue sometido por los pasajeros después de intentar sin éxito detonar explosivos plásticos escondidos dentro de sus zapatos. El vuelo fue desviado al Aeropuerto Internacional Logan de Boston, escoltado por aviones de combate estadounidenses, y aterrizó sin más incidentes. Reid fue arrestado y finalmente sentenciado a tres cadenas perpetuas más 110 años, sin libertad condicional.

## Incidente
Mientras el vuelo 63 sobrevolaba el Océano Atlántico, Richard Reid, un fundamentalista islámico del Reino Unido y autoproclamado agente de Al-Qaeda, llevaba zapatos que estaban llenos de dos tipos de explosivos. Se le había negado el permiso para abordar el vuelo el día anterior. 
Los pasajeros del vuelo se quejaron de un olor a humo poco después del servicio de comidas. Una azafata, Hermis Moutardier, caminó por los pasillos del avión para localizar la fuente. Encontró a Reid sentado solo cerca de una ventana, intentando encender un fósforo. Moutardier le advirtió que no estaba permitido fumar a bordo del avión y Reid prometió dejar de fumar. 
Unos minutos más tarde, Moutardier encontró a Reid inclinado en su asiento e intentó sin éxito llamar su atención. Después de que ella le preguntó qué estaba haciendo, Reid la agarró, revelando un zapato en su regazo, un fusible que conducía al zapato y una cerilla encendida. No pudo detonar la bomba: el sudor de sus pies humedeció el triperóxido de triacetona (TATP) e impidió que se encendiera. 
Moutardier intentó agarrar a Reid dos veces, pero la empujó al suelo cada vez y ella gritó pidiendo ayuda. Cuando llegó otra azafata, Cristina Jones, para tratar de someter a Reid, él luchó contra ella y le mordió el pulgar. 
Reid, de 1,93 m (6 pies y 4 pulgadas) de altura, que pesaba 97 kg (215 libras), fue sometido por los auxiliares de vuelo y otros pasajeros e inmovilizado por la tripulación de cabina con esposas de plástico , extensiones de cinturones de seguridad y cables de auriculares. Un médico administró diazepam que se encuentra en el kit de vuelo de la aeronave. Muchos de los pasajeros solo se dieron cuenta de la situación cuando el piloto anunció que el vuelo se desviaría al Aeropuerto Internacional Logan en Boston. 
Dos aviones de combate F-15 escoltaron al vuelo 63 al aeropuerto Logan. El avión se estacionó en medio de la pista y Reid fue arrestado en tierra mientras el resto de los pasajeros eran transportados en autobús a la terminal principal. Posteriormente, las autoridades encontraron más de 280 gramos (10 oz) de TATP y PETN escondidos en las suelas huecas de los zapatos de Reid, lo suficiente como para hacer un agujero considerable en la aeronave. Se declaró culpable y fue declarado culpable, sentenciado a tres cadenas perpetuas más 110 años sin libertad condicional y encarcelado en la prisión Supermax ADX Florence.

## Secuelas
Seis meses después del accidente del vuelo 587 de American Airlines en Queens, Nueva York, el 12 de noviembre de 2001, Mohammed Mansour Jabarah acordó cooperar con las autoridades estadounidenses a cambio de una sentencia reducida. Dijo que su compañero canadiense Abderraouf Jdey había sido responsable de la destrucción del vuelo, utilizando un zapato bomba similar al encontrado en Reid varios meses antes. Sin embargo, durante la investigación del accidente se reveló que fue un error del piloto, no el terrorismo, lo que derribó el avión. Jabarah era un conocido colega de Khalid Sheikh Mohamed, y dijo que tanto Reid como Jdey habían sido reclutados por el jefe de al-Qaeda para participar en complots idénticos.
En 2006, se cambiaron los procedimientos de seguridad en los aeropuertos estadounidenses en respuesta a este incidente, y se pidió a los pasajeros que se quitaran los zapatos antes de pasar por los escáneres. El requisito se eliminó gradualmente para algunos viajeros, particularmente aquellos con TSA PreCheck, en 2011. También en 2011, las reglas se relajaron para permitir que los niños de 12 años o menos y los adultos de 75 años o más llevaran sus zapatos puestos durante el control de seguridad. proyecciones.
El vuelo número 63 se sigue utilizando en la ruta de París a Miami, aunque la ruta ahora opera con un Boeing 777, ya que American Airlines ha retirado el 767. N384AA se convirtió en un avión de carga en 2019 tras su retiro y ahora opera para Amerijet International, registrado nuevamente como N349CM.